# Astronium lecointei
Astronium lecointei är en sumakväxtart som beskrevs av Adolpho Ducke. Astronium lecointei ingår i släktet Astronium och familjen sumakväxter. Inga underarter finns listade i Catalogue of Life.